# Charles-Narcisse Oulif
Charles-Narcisse Oulif (Metz, 16 juillet 1794 - Paris, 4 mars 1867) est un avocat français. Auteur de plusieurs ouvrages juridiques, il fut professeur de Droit à l'Université libre de Bruxelles dès sa fondation en 1834.

## Biographie
Charles-Narcisse Oulif voit le jour à Metz, en Lorraine, le 16 juillet 1794, dans une famille israélite honorable. Après des études au lycée impérial de Metz, il poursuit des études de Droit à Strasbourg. Il achève ses études en 1815, avant d'être reçu avocat à la Cour de Metz. 
À la Cour de Metz, Oulif rencontre le futur député Narcisse Parant, avec qui il prépare la publication des Arrêts des Cours royales de Metz et de Nancy. Ils publient ensemble les cinq premiers volumes de ce recueil de 1818 à 1827. Parallèlement, il plaide régulièrement des affaires civils, où sa connaissance du Droit est appréciée. Il est élu président de la société d'encouragement des arts et métiers israélite de Metz. 
En octobre 1834, Oulif est nommé professeur ordinaire à l'ULB de Bruxelles, l'une des plus importantes universités de Belgique, dont son épouse, Sophie Victoire Deby, est originaire. En 1837, il reçoit la Légion d'honneur. Il recevra plus tard la décoration de l'Ordre de Léopold. L'année suivante, il publie un pamphlet sur l'état de l'enseignement en Belgique. De 1939 à 1843, Oulif assume la charge de secrétaire trésorier de l'Université de Bruxelles. Franc-maçon et anticlérical, il est alors considéré comme libéral.
Charles-Narcisse Oulif décède à Paris le 4 mars 1867.

## Publications
- Jurisprudence des cours royales de Metz et de Nancy, ou Recueil des arrêts rendus par les deux cours royales. Tome I à V, Metz, 1818-1827.

## Sources
- Germain Sarrut ; Saint-Edmé : Le Plutarque de 1847 : biographie des hommes du jour, Revue de Savoie, Paris 1847.
- Jean-Philippe Schreiber : Politique et religion : le Consistoire central israélite de Belgique au XIXe siècle, Éditions de l'Université de Bruxelles, 1995.